# Anagyrus yuccae
Anagyrus yuccae är en stekelart som först beskrevs av Coquillet 1890.  Anagyrus yuccae ingår i släktet Anagyrus och familjen sköldlussteklar. Inga underarter finns listade i Catalogue of Life.